# Robin Coste Lewis
Pour les articles homonymes, voir Lewis.
Œuvres principales
Voyage of the Sable Venus  (2015)
Robin Coste Lewis, née en 1964 à Compton (Californie), est une poétesse américaine.  

## Biographie
Son premier livre Voyage of the Sable Venus, publié à l'âge de 50 ans, lui vaut le National Book Award for Poetry en 2015.
En 2022, elle compose pour la plasticienne Julie Mehretu dans une installation exposée à Paris.
Son deuxième livre To the Realization of Perfect Helplessness  est publié en 2022 et reçoit le PEN/Voelcker Award for Poetry. 
En 2025, son premier ouvrage est adapté par Alice Diop au théâtre sous Le Voyage de la Vénus noire, joué par l'actrice Kayije Kagame,.

## Œuvres
- (en-US) Voyage of the Sable Venus: And Other Poems, Alfred A. Knopf, 2015, 79 p. (ISBN 9781101875438).
- (en-US) To the Realization of Perfect Helplessness, Alfred A. Knopf, 2023 (ISBN 9781524732585).